# Molvena hieroglyphica
Molvena hieroglyphica är en fjärilsart som beskrevs av Turner 1920. Molvena hieroglyphica ingår i släktet Molvena och familjen nattflyn. Inga underarter finns listade i Catalogue of Life.